# Arroyo Tulipán
El arroyo Tulipán es un curso de agua de la Provincia de Misiones, Argentina. Nace en Jardín América y desemboca en el Arroyo Tabay.
El Tulipán forma parte de las microcuencas que desembocan en el arroyo Tabay, conformadas por el arroyo Tunas, arroyo Guayabera, arroyo Tigre, arroyo Rosita, arroyo Los Indios y arroyo Capilla (este último nace -al igual que el arroyo Tulipán- en la zona urbana de Jardín América).
El arroyo Tulipán que atraviesa los barrios Timbocito, Hermoso, Nuevo y Cantera en Jardín América.
La Cuenca del Tabay, junto a sus afluentes, totaliza 192 kilómetros de cursos de agua antes de desembocar en el río Paraná. La cuenca abarca una superficie total de 37.563 hectáreas.

## Arroyo declarado de interés municipal
El 12 de noviembre de 2012, el Concejo Deliberante de Jardín América decidió reconocer el trabajo del Comité de la Cuenca del Tabay declarando a todas las actividades de interés municipal por salvar todos los recursos del arroyo Tabay en la Provincia de Misiones.
Entre los fundamentos que avalaron esta determinación se destaca: 

el creciente compromiso y la valiosa tarea desarrollada por el Comité de la Cuenca del Tabay den la preservación y restauración de este recurso.

Además, desde ese cuerpo deliberativo destacaron que: 

es indispensable seguir acompañando las actividades que emprendan en el comité, ya que la situación límite a la que llegó el arroyo Tabay nos da la pauta de que debemos intensificar el trabajo de campo y la tarea de concientización para lograr una adecuada conservación de los afluentes.